# Alexander Heinrich von Thile
Alexander Heinrich von Thile (né le 15 octobre 1742 à Glogau et mort le 24 février 1812 à Spandau) est un lieutenant général prussien, chef du 46e régiment d'infanterie « von Pfuhl (de) » et gouverneur de Breslau.

## Biographie

### Origine
Son grand-père, Martin von Thile (de), est un colonel prussien et commandant de régiment. Son père Friedrich Leopold von Thile (1711-1779) est initialement au service prussien, mais en juin 1746, il passe au service de l'électorat de Saxe en tant que major et gravit les échelons jusqu'au grade de lieutenant général et chef d'un régiment d'infanterie. Sa mère est sa femme Katharina Rebekka, née von Firnhaber (1723-1777).

### Carrière militaire
Le 9 décembre 1752, Thile devient lieutenant dans les gardes du corps de l'électorat de Saxe, mais dans un premier temps, il ne doit pas faire de service. Cela change en 1757 avec le début de la guerre de Sept Ans. Après les défaites saxonnes, il rejoint l'armée française, où il participe aux batailles de Bergen et de Minden, lors de la bataille de Lutterberg et des sièges de Brunswick et de Wolfenbüttel. Le 24 juillet 1762, il devient capitaine. Après la guerre, il retourne dans l'armée saxonne, devient major le 2 juin 1778 et participa en tant que tel à la guerre de Succession de Bavière. Le 9 juin 1787, il quitte l'armée et entre au service prussien le 1er juillet 1787 en tant que major avec brevet du 29 août 1780. Il devient chef du 14e bataillon de fusiliers  et est promu colonel à la mi-août 1790. En tant que tel, il participe à la campagne de Pologne, devient major général le 6 janvier 1795 et chef du 46e régiment d'infanterie « von Pfuhl (de) ».
Sa nomination en 1796 comme membre de la commission de régulation des frontières entre la Prusse et la Russie est importante sur le plan politique. Le 20 mai 1801, il devient lieutenant général (brevet du 23 mai 1801). Lors de la revue du 25 juin 1802 à Varsovie, il reçoit l'ordre Pour le Mérite, accompagné d'un cadeau de 2000 thalers. Il participe ensuite à la revue des troupes saxonnes à Dresde le 3 août 1803, puis aux manœuvres d'automne à Potsdam. Après la mobilisation, Thile marche le 27 novembre 1805 avec un corps de réserve de Glogau vers la Silésie. Après la démobilisation, il revient à Varsovie. Peu avant la guerre de la Quatrième Coalition, il reçoit également le 4 août 1806 un cadeau de 2000 thalers pour couvrir ses dépenses pendant son travail au sein de la commission des frontières. Le 11 septembre 1806, il devient gouverneur par intérim de la forteresse de Breslau avec l'ordre de la garder à tout prix. Mais dès le 5 janvier 1807, il remet la forteresse aux Français. Après la guerre, il est donc jugé en cour martiale et condamné le 19 mars 1811 à deux ans de forteresse à Spandau. Le 29 avril 1811, le roi lui permet toutefois de purger sa détention dans la ville de Spandau. Il meurt le 24 février 1812 à Spandau.

### Commission frontalière prusso-russe
Il est déjà chef du régiment d'infanterie à Varsovie lorsqu'il est nommé membre de la commission le 25 décembre 1795. Le major Stein de l'époque et le conseiller de guerre Vetter en font également partie. La commission reçoit des instructions précises du roi. C'est grâce à l'habileté du général Thile que des compromis sont toujours trouvés avec le prince Repnin et le général Panin. Le 11 juillet 1796, un accord est trouvé et le général Thile remet, au nom du roi, l'ordre de l'Aigle noir au prince Repnim et l'ordre de l'Aigle rouge au général Panin, ainsi qu'un cadeau de 4000 thalers.

### Famille
Thile se marie le 15 avril 1768 à Leipzig avec Henriette Friederike von Runkel (de) (1748–1829). Le couple a les enfants suivants :
- Karl Alexander Leopold (1774-1777)
- Emilie Charlotte Auguste (née en 1777) mariée le 22 septembre 1800 à Varsovie avec Friedrich Wilhelm Ernst von Tiesenhausen (1747–1837), major prussien et 1801/06 commandant de Königsberg
- Ludwig Gustav (1781–1852), général prussien
- Adolf Eduard (1784–1861), General der Infanterie prussien marié le 26 décembre 1811 Auguste von Schöning (1788–1859), fille de l'administrateur de l'arrondissement de Lebus (de) Carl Heinrich von Schöning et petite-fille du général prussien Emanuel von Schöning..
- Elisa Marianna (1788–1802)